# Dulce María Rodríguez
Dulce María Rodríguez de la Cruz (14 de agosto de 1972, Toluca) es una corredora de larga distancia mexicana. Ella compite en eventos de atletismo, incluyendo el maratón. Ha sido seleccionada Olímpica en tres ocasiones representando a México (2000, 2004 y 2008); también ha corrido para México en los Campeonatos Mundiales en Atletismo en tres ocasiones.
Rodríguez ha ganado medallas internacionalmente para México, incluyendo dos de oro y una de plata en los Juego Centroamericanos y del Caribe, una medalla de plata en los Juegos Panamericanos del 2007. Tiene un tiempo de maratón de 2:28:54 horas, logrado en el Maratón de Chicago del 2006, y ha ganado carreras de maratón en la Ciudad de México, Torreón y Monterrey.
Ha ganado títulos nacionales numerosos en eventos de distancia larga, incluyendo 10,000m en 1999, cinco de 1500 m de 2000 a 2005, y dos títulos mexicanos en maratón en 2005 y 2009.

## Carrera
Nacida en Toluca,  compitió en su primera competencia internacional de alto perfil en 2000. Corrió en la prueba de larga distancia en el Campeonato Mundial de Carreras de Larga Distancia (IAAF, 2000), representó a México en los Juegos Olímpicos de Sídney del 2000 en la prueba de 5000 metros, y ha competido para los anfitriones en el Campeonato Mundial de Medio Maratón del IAAF 2000 en Veracruz, donde obtuvo el lugar 37. Hizo su debut en la distancia de maratón en el 2001 y fue el subcampeón en el Maratón Lala en Torreón. Rodríguez compitió internacionalmente en la prueba de 5000 m en los Campeonatos Mundiales en Atletismo 2001.
En los Juegos CAC 2002, ganó las medallas de oro en las pruebas de 1500 m y 5000 m. También ganó la carrera de 5000 m del campeonato Norteamericano de ese mismo año, contribuyendo a México el título de equipo también. En los Copa de los Juegos Panamericanos 2003, en donde sacó quinto en la prueba de 1500 m, a pesar de esto, ganó el Maratón de la Ciudad del México ese mismo año. Estableció un mejor tiempo de 1:11:36 horas para el medio maratón en el Maratón Medio de París en el 2004 con el segundo lugar. Tuvo su segunda participación Olímpica en las Juegos Olímpicos de Atenas del 2004, participando en las pruebas de 5000 m.
Rodríguez ganó el Maratón Lala en abril del 2005, con un tiempo récord de 2:29:00 horas – su primera carrera de menos de dos horas y media. Obtuvo un logro personal en los 10,000 m el siguiente mes, con un tiempo de 31:25.33 minutos en Palo Alto, California. Fue seleccionada para las pruebas de 5000 m y 10,000 m en los Campeonatos Mundiales de Atletismo del 2005, pero no tuvo buenos tiempos en esas pruebas. Recibió una invitación de élite para el Maratón de Nueva York ese mismo año y terminó en lugar 14 en la carrera. Obtuvo segundo lugar en el Maratón Medio del Gran Pacífico Mazatlán, completando la carrera con un tiempo de 1:10:30 horas.
Intentando defender su título de 5000 m,  participó en el Juegos CAC 2006, pero Bertha Sánchez de Colombia obtuvo la medalla de oro dejándole la medalla de plata. En otras carreras, obtuvo quinto lugar en la Carrera de Distancia de la Filadelfia y décimo lugar en el Maratón de Chicago, con un nuevo logro personal de 2:28:54 horas. En la temporada del 2007 obtuvo la medalla de plata en la prueba de 10,000 m siguiendo a Sara Slattery en los Juegos Panamericanos del 2007. Obtuvo cuarto lugar en la prueba de 5000 m en el mismo torneo, y estuvo en los primeros tres lugares en el Maratón Medio Stramilano.
Su tercera participación Olímpica consecutiva fue en los Juegos Olímpicos del 2008 en Pekín, donde participó en la final de la prueba de los 10,000 m. En México, obtuvo segundo lugar en el Maratón Lala y ganó el Maratón de Monterrey. Ella también obtuvo el cuarto lugar en el Maratón Medio de Berlín. Siguió a Margarita Tapia en el Maratón Lala de 2009 y obtuvo segundo lugar, pero más tarde le dieron el primer lugar ya que Tapia falló las pruebas de fármacos después de la carrera. Representó a México internacionalmente en maratón por primera vez en los Campeonatos Mundiales de Atletismo del 2009, pero no logró acabar la carrera. Terminó el año con una participación en el 2009 IAAF Campeonatos Mundiales de Medio Maratón y registró su colocación más alta en un acontecimiento mundial, ocupando el lugar 21 en general.

## Logros personales
- 1500 m: 4:11,46 min (2007)
- 3000 m: 9:02,34 min (2001)
- 5000 m: 15:18,06 min (2004)
- 10,000 m: 31:25,33 min (2005)
- Maratón medio: 1:10:30 (2005)
- Maratón: 2:28:54 (2006)